# Yutoyara
Yutoyara, nekadašnje selo Karok Indijanaca koje se nalazilo na zapadnoj obali rijeke Klamath u sjeverozapadnoj Kaliforniji. Zapaljeno je u ljeto 1852. Možda je identično selu Ishipishi koje se nalazilo oko milju udaljeno od ušća rijeke Salmon, i za koje se također navodi da su ga zapalili bijelci 1852. godine.
Swanton na svome popisu ovo selo naziva Yutuirup, a kod Gibbsa se naziva Yutoo'-ye-roop.